# SSR1
La subunidad alfa de la proteína asociada a translocón es una proteína que en humanos está codificada por el gen SSR1 .
El receptor de secuencia de señales (SSR) es un receptor de membrana del retículo endoplásmico (RE) glicosilado asociado con la translocación de proteínas a través de la membrana del RE. La SSR consta de 2 subunidades, una glicoproteína de 34 kD codificada por este gen y una glicoproteína de 22 kD. Este gen genera varias especies de ARNm como resultado de una poliadenilación alternativa compleja. Este gen es inusual porque utiliza matrices de secuencias señal poliA que son exclusivamente no canónicas.